# شهرداری دویره
شهرداری دویره (به عربی: بلدية دويرة) یک شهرداری در الجزایر است که در استان الجزیره واقع شده‌است.